# Wesnianka (obwód kijowski)
Wesnianka (ukr. Веснянка) – osiedle na Ukrainie, w obwodzie kijowskim, w rejonie białocerkiewskim. W 2001 roku liczyła 130 mieszkańców.